# Quedlinbourg
Quedlinbourg ou Quedlimbourg, en allemand Quedlinburg, est une ville de Saxe-Anhalt en Allemagne. Elle était le chef-lieu de l'arrondissement de Quedlinbourg inclus en 2007 dans le nouvel arrondissement de Harz et se trouve au nord-est du massif du Harz. Population : 22 185 habitants en 2006, 23 220 en 2008.
Quedlinbourg est une ville très touristique et très fréquentée, porte d'entrée du secteur oriental du massif du Harz. La ville fut fondée au Xe siècle. Elle devint particulièrement prospère, ce qui attira l'attention des empereurs germaniques.
Les curiosités sont l'hôtel de ville du XIIIe siècle et l'église Saint-Servais. La collégiale, le château et la vieille ville appartiennent depuis 1994 au patrimoine mondial de l'UNESCO patrimoine mondial de l'humanité.
Quedlinbourg est nichée au pied d'un imposant piton rocheux sur lequel se dresse son château et son église abbatiale, avec des ruelles sinueuses bordées de maisons à colombages de tous les styles et de toutes les époques.

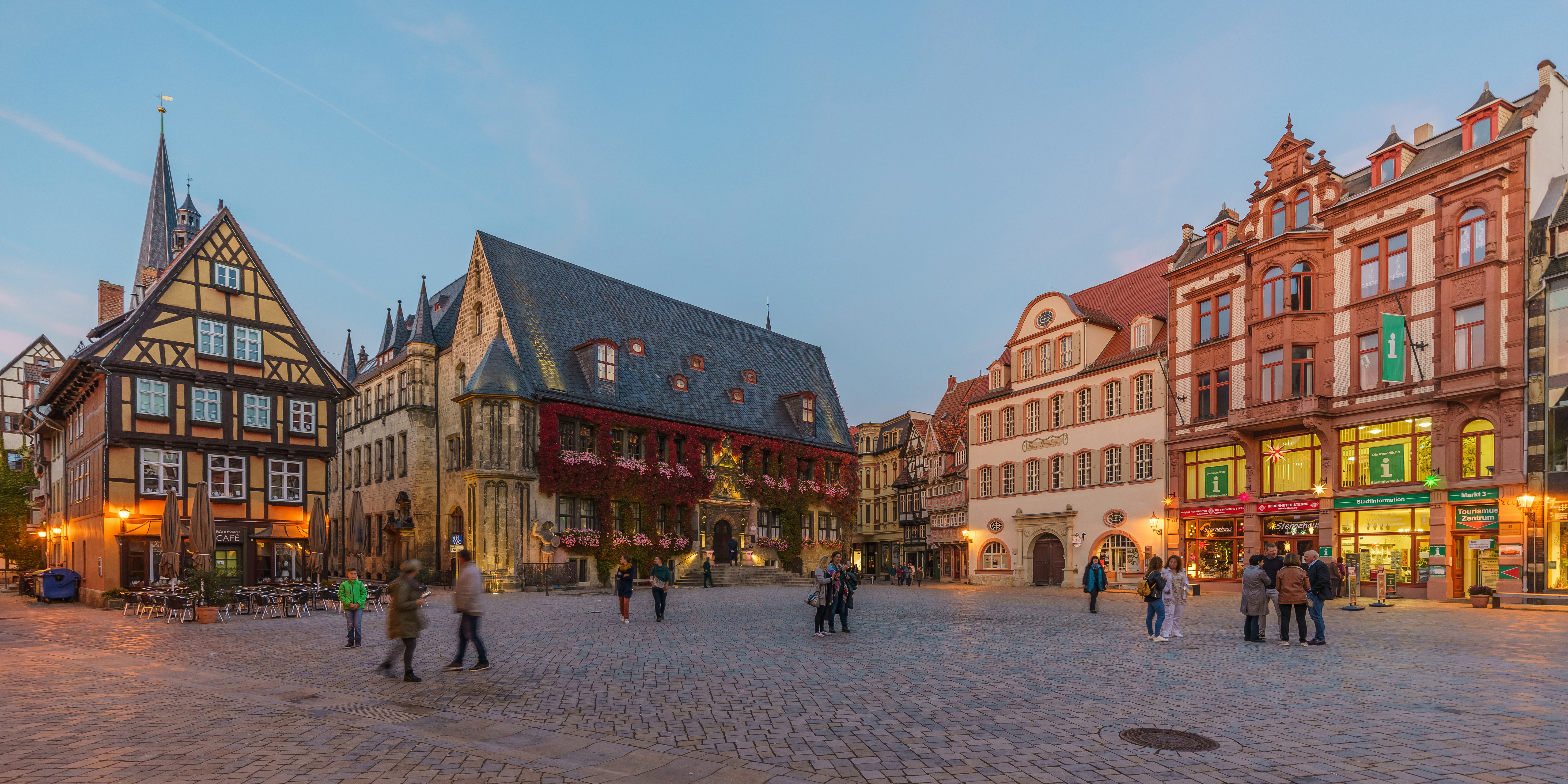
Place du Marché à Quedlinbourg.

## Histoire
| Appartenances historiques Abbaye princière de Quedlinbourg 936–1803 Royaume de Prusse 1803–1807 Royaume de Westphalie 1807–1813 Royaume de Prusse (Province de Saxe) 1815–1871 Empire allemand 1871–1918 République de Weimar 1918–1933 Reich allemand 1933–1945 Allemagne occupée 1945–1949 République démocratique allemande 1949–1990 Allemagne 1990–présent |

La ville fut mentionnée pour la première fois en 922 dans une donation d'Henri l'Oiseleur. À la mort d'Henri, sa veuve sainte Mathilde de Ringelheim fonda l'abbaye de Quedlinbourg, une communauté de chanoinesses (Frauenstift) sur la colline du château, où les filles de la haute noblesse étaient éduquées. C'était une abbaye d'Empire.
Le complexe castral, agrandi par Othon le Grand en 936, constitua un palatinat sous les ottoniens. En 973, peu avant sa mort, Othon y convoqua une diète d'Empire. En 994, Othon III donna à la ville des droits municipaux.  En 1085 un synode est convoqué dans la ville par Eudes de Châtillon (futur Urbain II) qui condamne les partisans de l'empereur Henri IV et de l'antipape Guibert de Ravenne.
La ville devint membre de la Hanse en 1426, et s'allia à la principauté épiscopale de Halberstadt contre les prétentions de l'abbaye de Quedlinbourg. Mais en 1477, l'abbesse Hedwige de Saxe, aidée par ses frères les ducs Ernest et Albert, réussit à briser la résistance de la ville et à expulser les forces épiscopales : la ville dut quitter la ligue hanséatique et passer sous la protection de l'électorat de Saxe. À la suite de la Réforme, la ville et l'abbaye se convertirent au luthéranisme en 1539.
En 1697, l'électeur Frédéric-Auguste Ier de Saxe vendit ses droits sur Quedlinbourg à l'électeur Frédéric III de Brandebourg pour 240 000 thalers, mais tout au long du XVIIIe siècle l'abbaye de Quedlinbourg contesta les prétentions prussiennes. Lors de la médiatisation allemande de 1802, l'abbaye fut sécularisée : Quedlinbourg et son territoire devinrent la principauté de Quedlinbourg qui fut incluse dans le royaume de Prusse. De 1807 à 1813, elle fit partie du royaume de Westphalie, puis de la Saxe prussienne à partir de 1815.
Un camp de prisonniers de guerre, abritant notamment des prisonniers français, fonctionna à Quedlinbourg pendant la Première Guerre mondiale.
Sous le Troisième Reich, les nazis transformèrent la collégiale et le château en un sanctuaire païen dédié à l'Allemagne nazie et la mémoire d'Henri Ier l'Oiseleur, en qui Heinrich Himmler voyait « le plus allemand des chefs allemands ».
La vieille ville a été restaurée à partir de 1980.

## Vie culturelle
Des festivités y sont organisées toute l’année :
- à la Pentecôte : Kaiserfrühling avec un marché historique et une petite procession ;
- de juin à septembre : saison des concerts en la collégiale Saint-Servais ;
- en décembre : Advent in den Höfen» avec un grand marché de Noël.

Quedlinbourg a un théâtre, mais pas de cinéma ou de piscine, mais on peut aller à Halberstadt où l’on peut trouver un cinéma, une piscine couverte et un lac de baignade publique, ou à Aschersleben où l’on peut visiter un zoo ou un planétarium, ou encore à Wernigerode où l’on peut patiner.

## Démographie
| 1900   | 1910   | 1919   | 1950   | 1990   | 1995   | 1998   | 1999   | 2000   |
| ------ | ------ | ------ | ------ | ------ | ------ | ------ | ------ | ------ |
| 23 378 | 27 233 | 28 190 | 35 426 | 27 967 | 25 844 | 24 776 | 24 559 | 24 114 |

| 2001   | 2002   | 2003   | 2004   | 2005   | 2006   | - | - | - |
| ------ | ------ | ------ | ------ | ------ | ------ | - | - | - |
| 23 901 | 23 620 | 23 216 | 22 842 | 22 607 | 22 185 | - | - | - |

Dans les années 1960-70, Quedlinbourg a perdu plus de 7 000 habitants.

## Économie

### Emploi
Répartition des actifs (2005):
- Secteur primaire: 2,0 %
- Secteur secondaire: 19,9 %
- Secteur tertiaire: 78,71 %

## Des musées et monuments
- L'église collégiale Saint-Servais avec le trésor de la cathédrale (Domschatz) fait partie des édifices romans les plus significatifs d’Allemagne. L'église actuelle en forme de croix latine, fut commencée en 1070 à l'emplacement de l'église primitive fondée au IXe siècle et fut consacrée en 1129.

- Le Musée du colombage (Ständerbau) est l’une des plus vieilles maisons à colombages d'Allemagne. Elle a été construite en 1346/47 (d).

- Le Musée Klopstock est la maison natale de Friedrich Gottlieb Klopstock (1724-1803). La maison à colombages a été construite au XVIe siècle.

- La Galerie de Lyonel Feininger expose les peintures du fameux Lyonel Feininger, venu rejoindre le Bauhaus en 1919, où il enseigna jusqu'à la fermeture de l'école par les nazis.

- L’hôtel de ville avec le « Roland » a été mentionné la première fois en 1310, remarquable surtout par la salle de fête construite en 1901. Le « Roland », détruit en 1477 et reconstruit en 1869, est l’un des plus petits emblèmes pour droit mercantile, monétaire et douanier d'Allemagne.
- La Bourse, maison à colombages construite en 1683.

Panorama
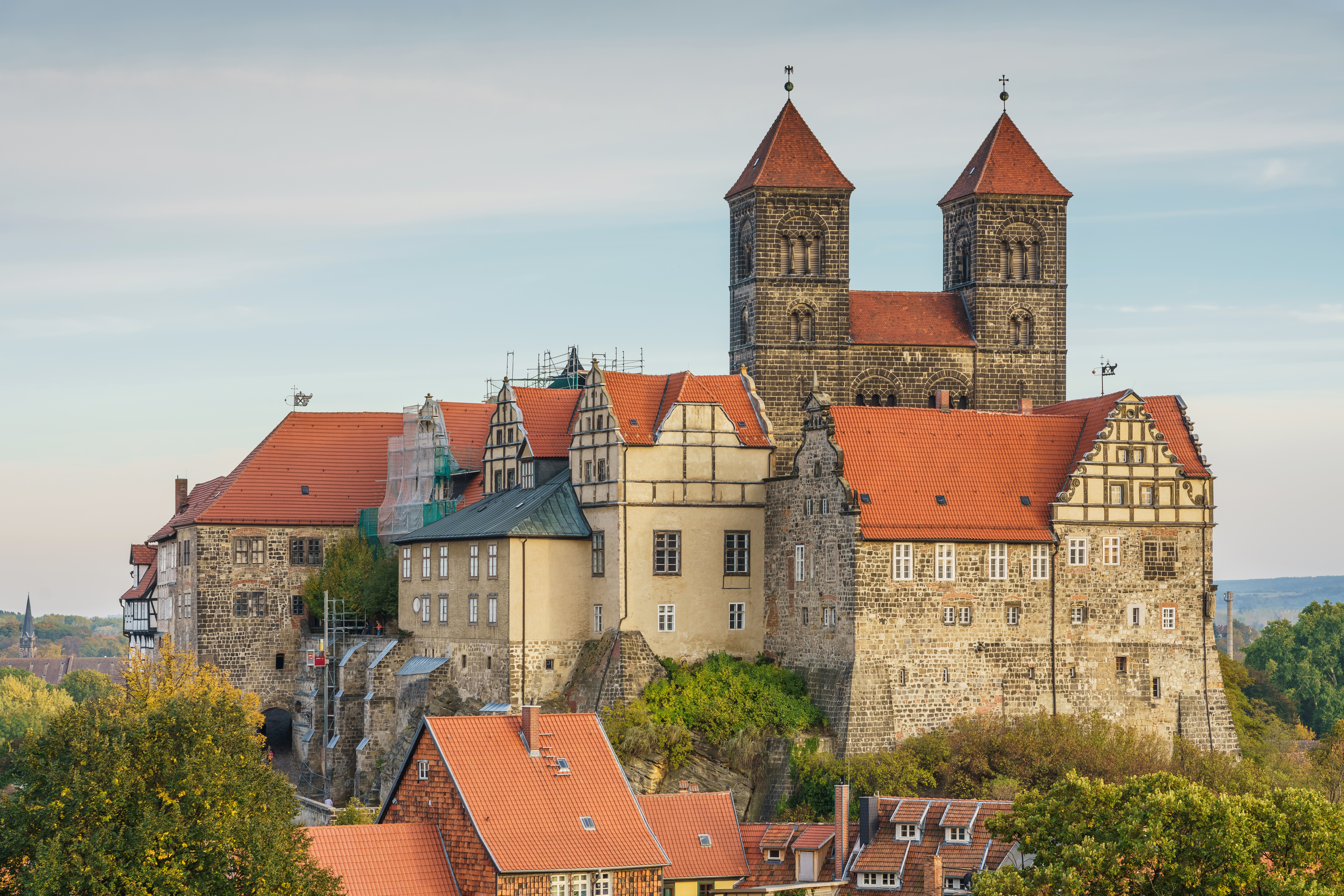
Le SchlossBerg
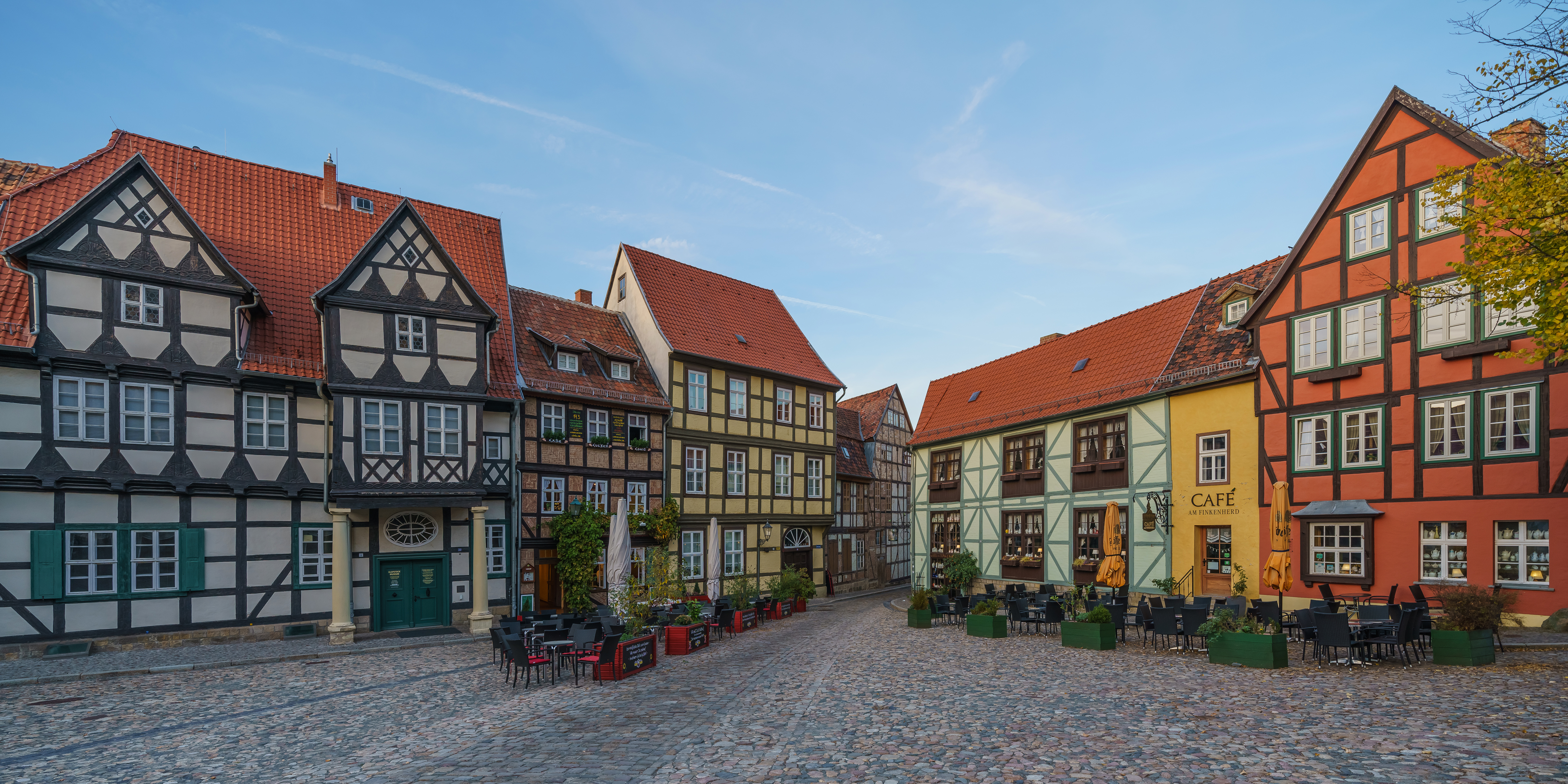
Maisons à colombage typiques
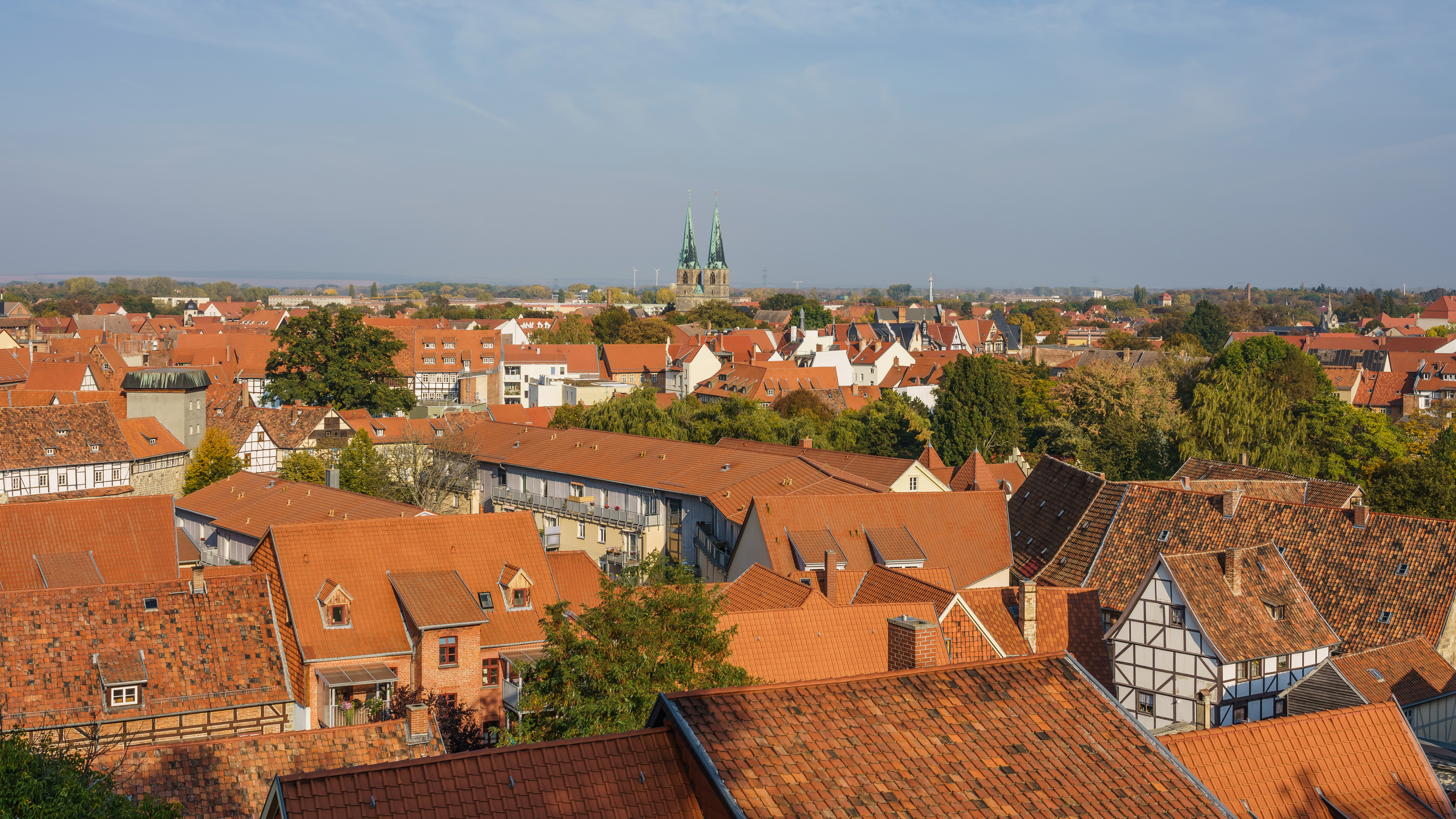
Les toits de la ville
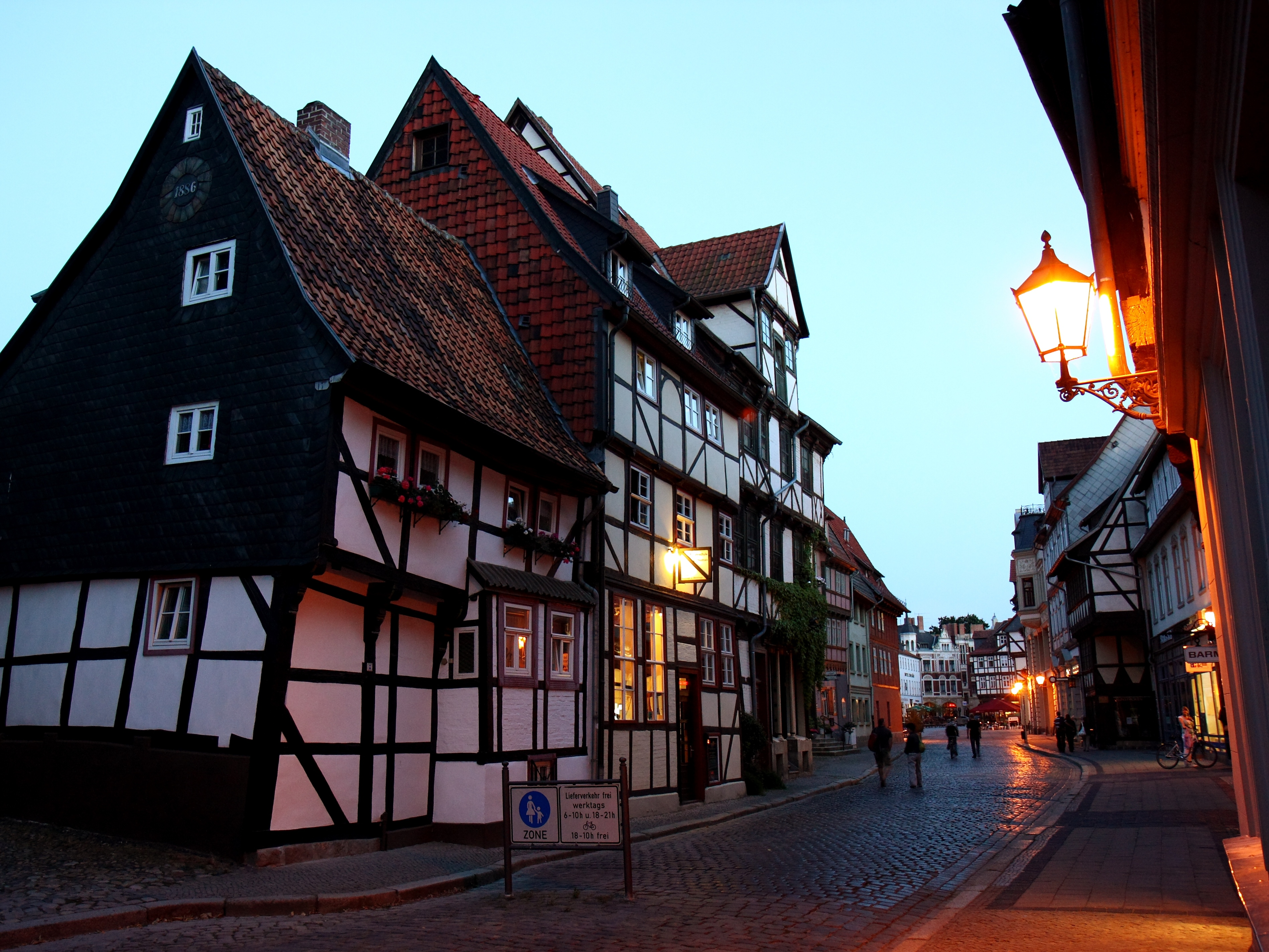
La rue Markstrasse
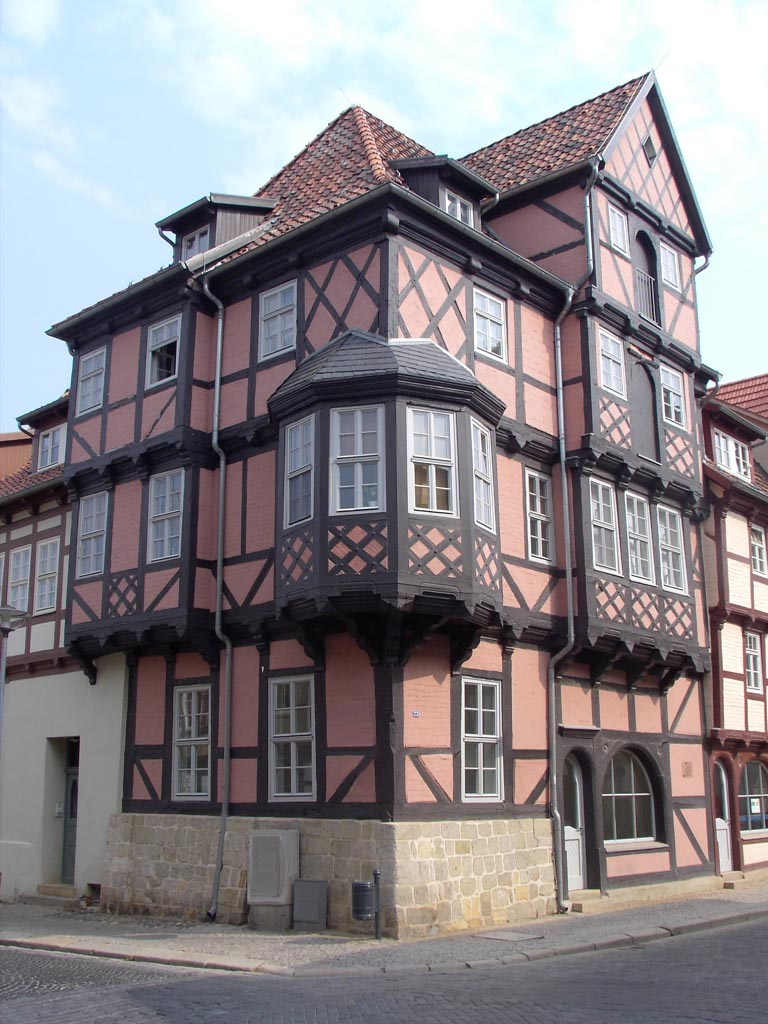
La Bourse de Quedlinbourg
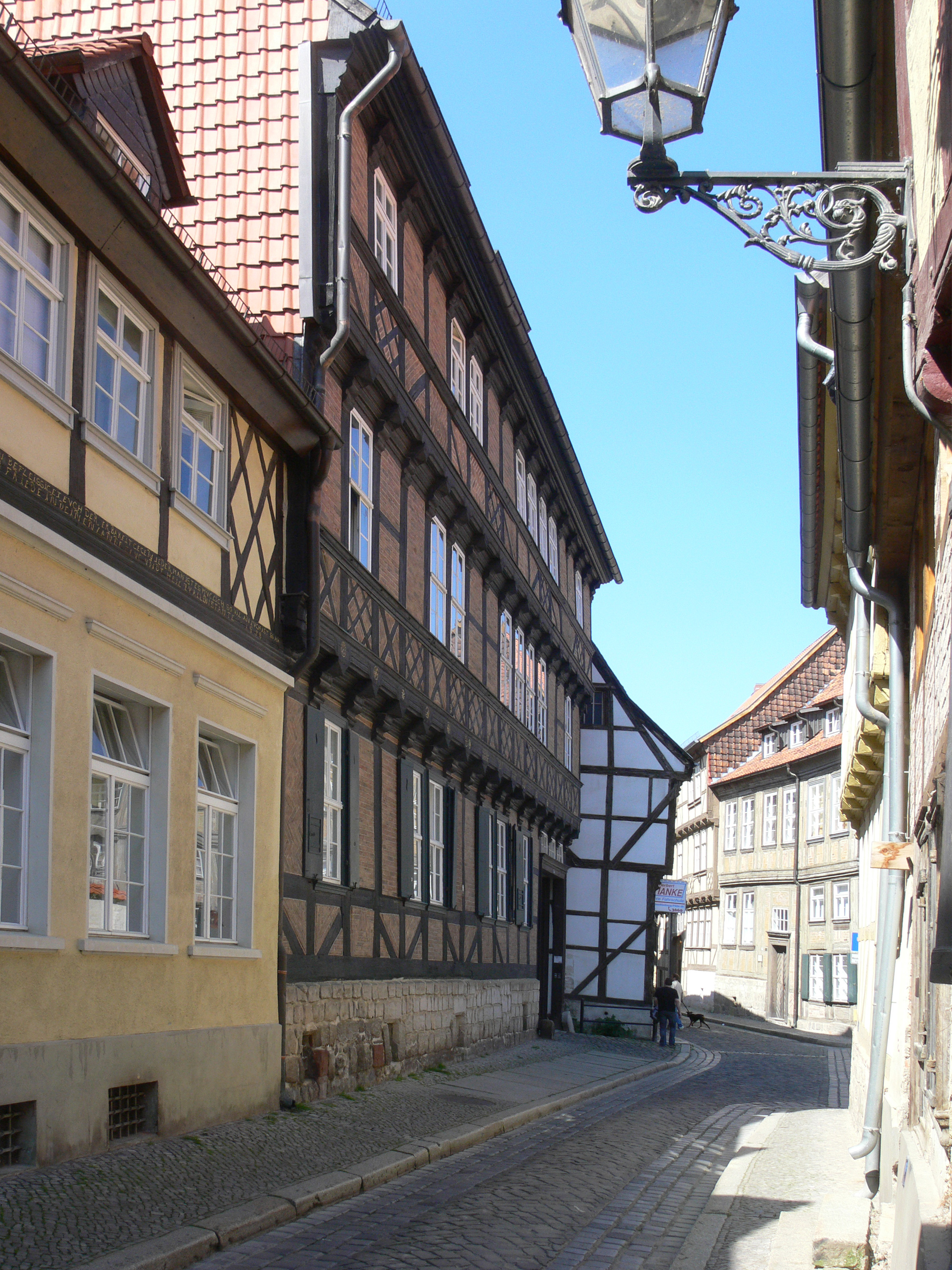
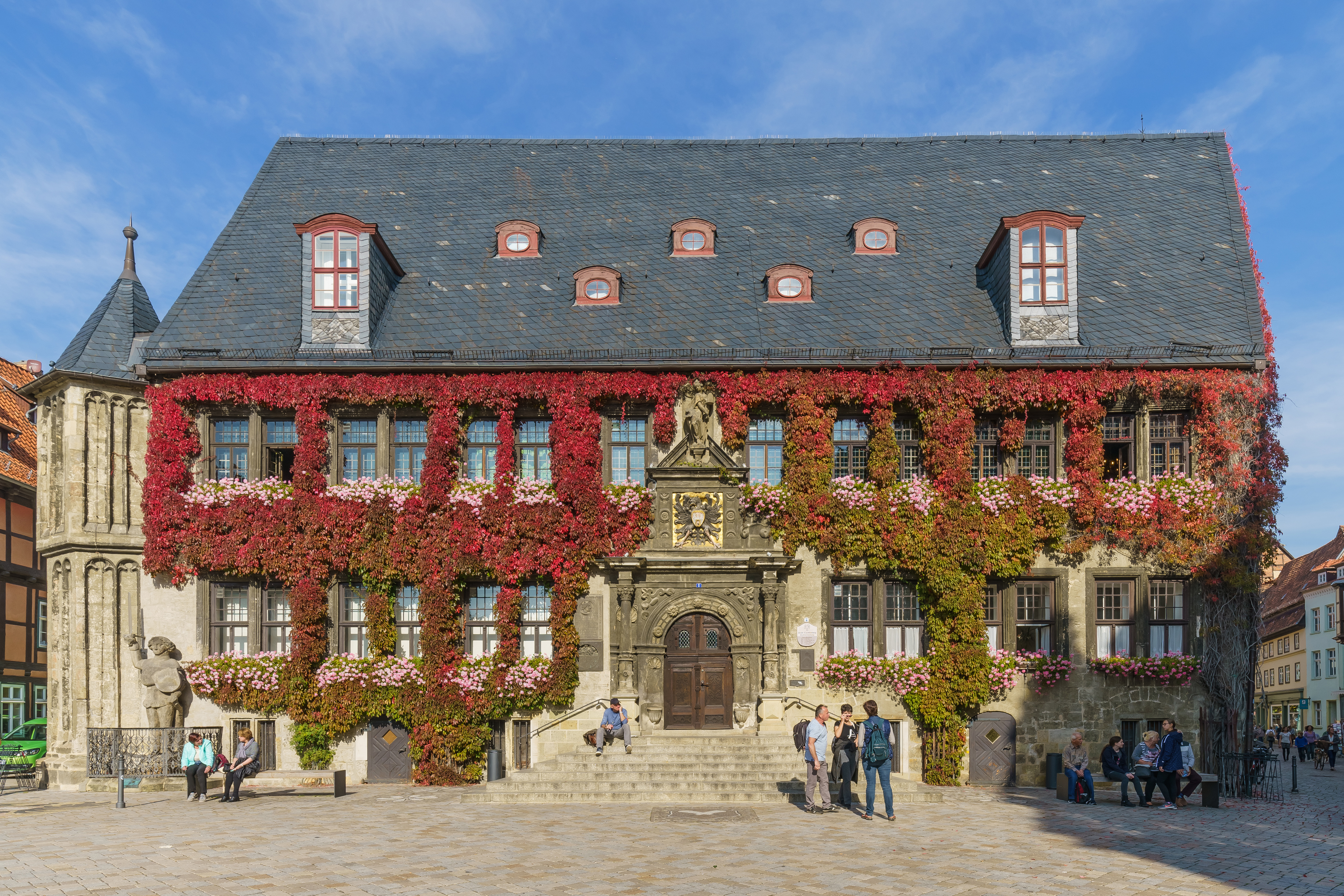
Hôtel de Ville
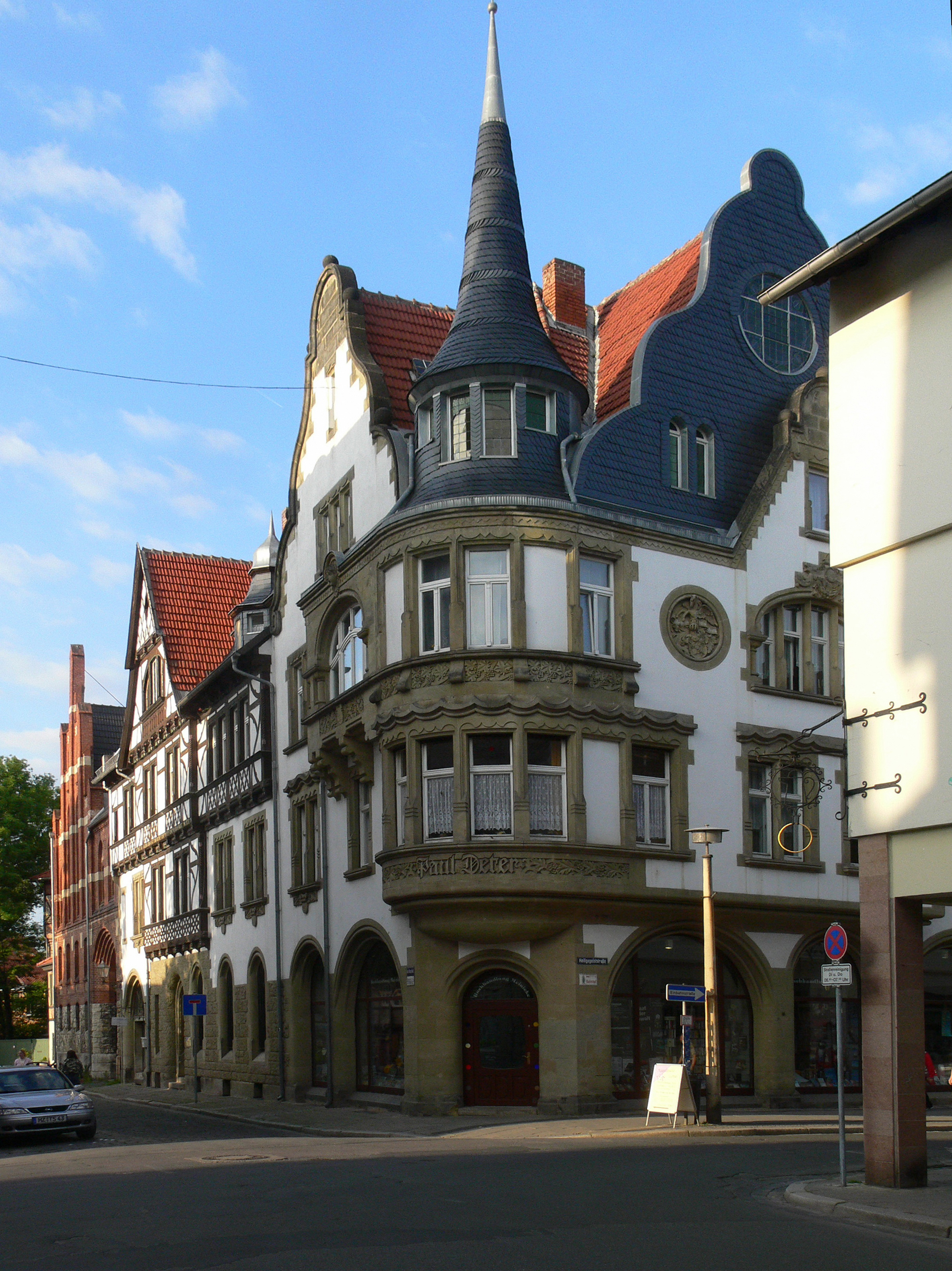
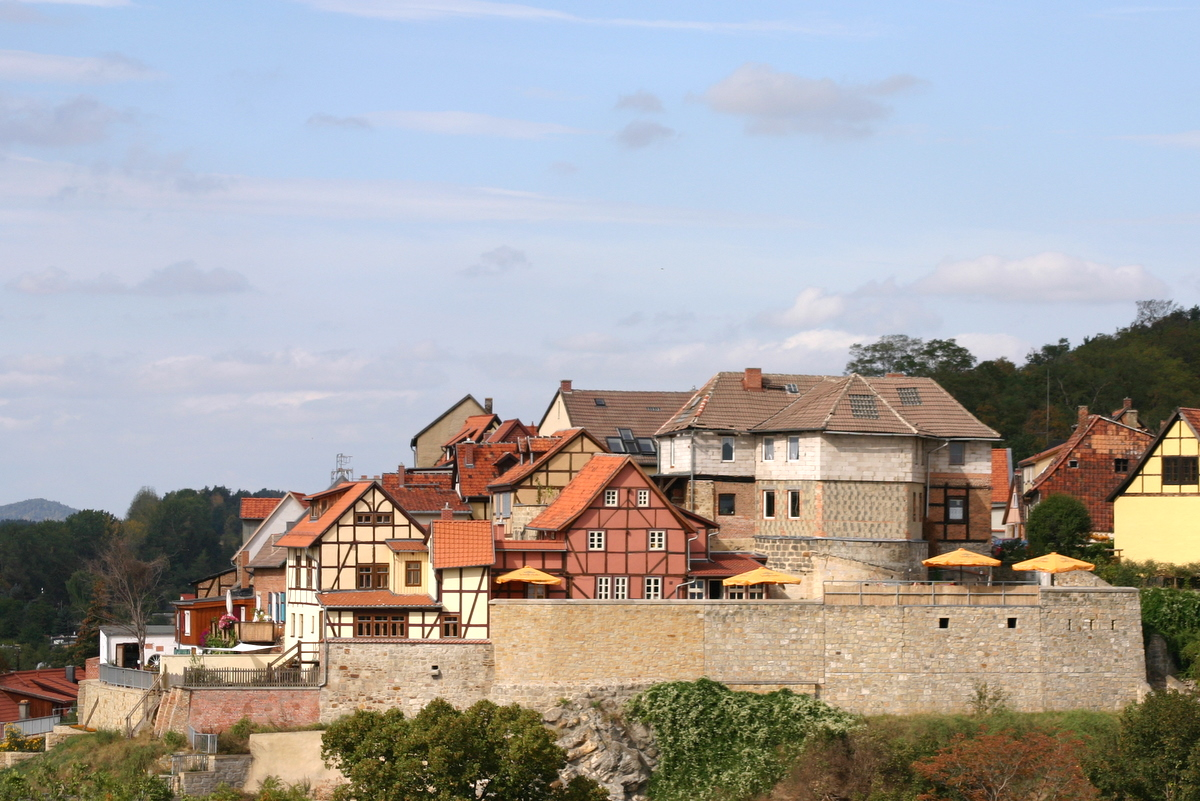
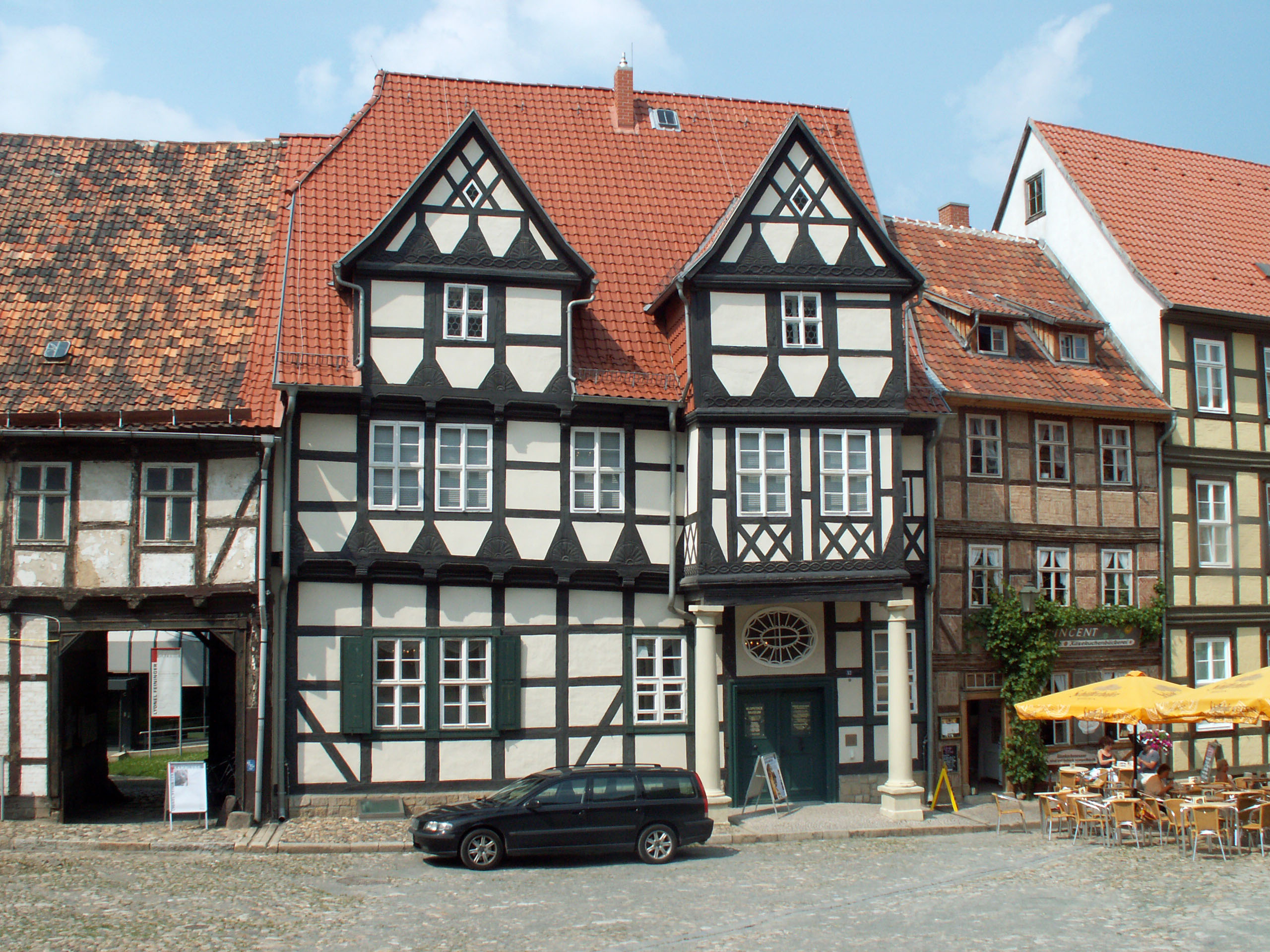
Musée Klopstock
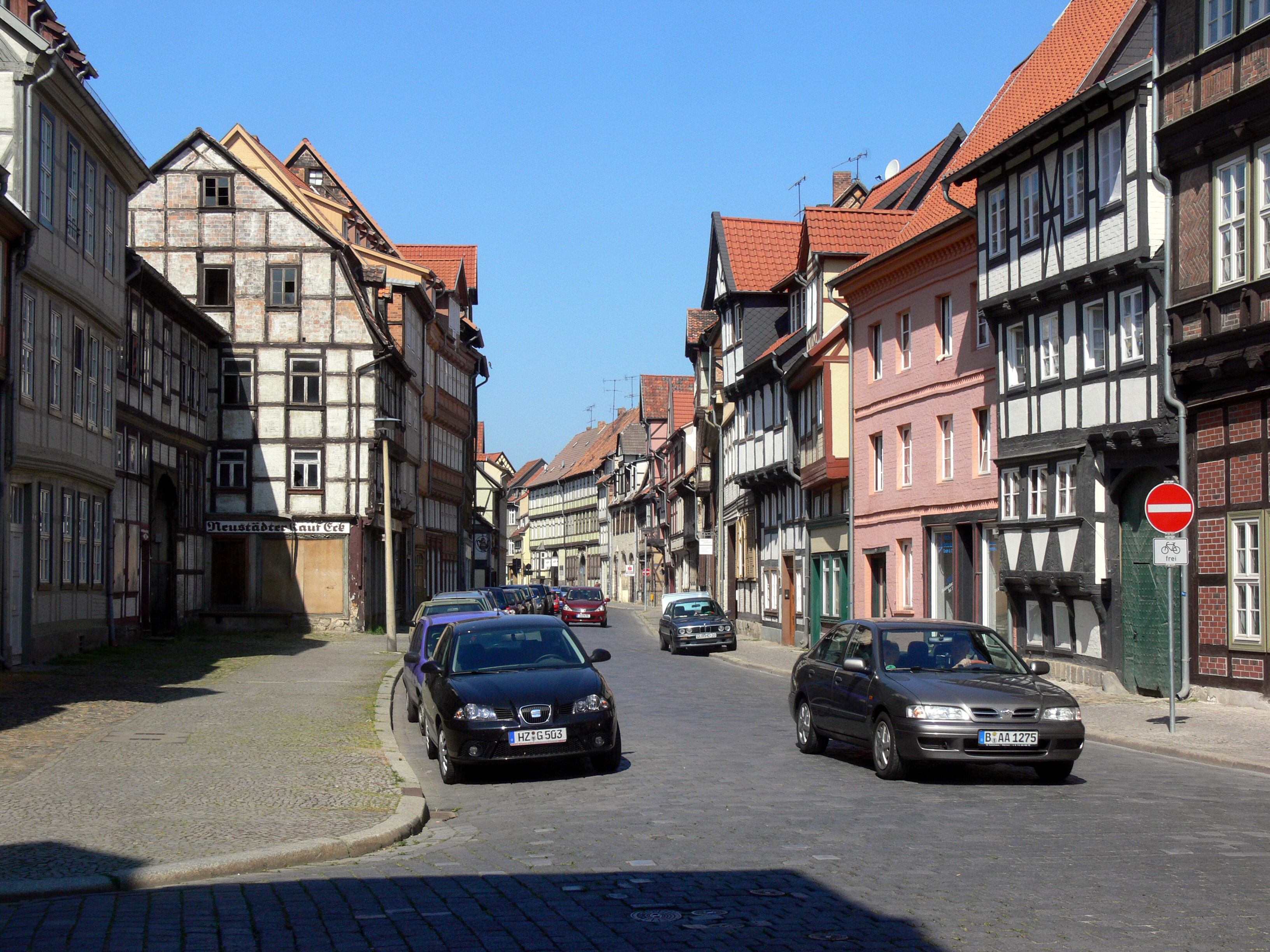
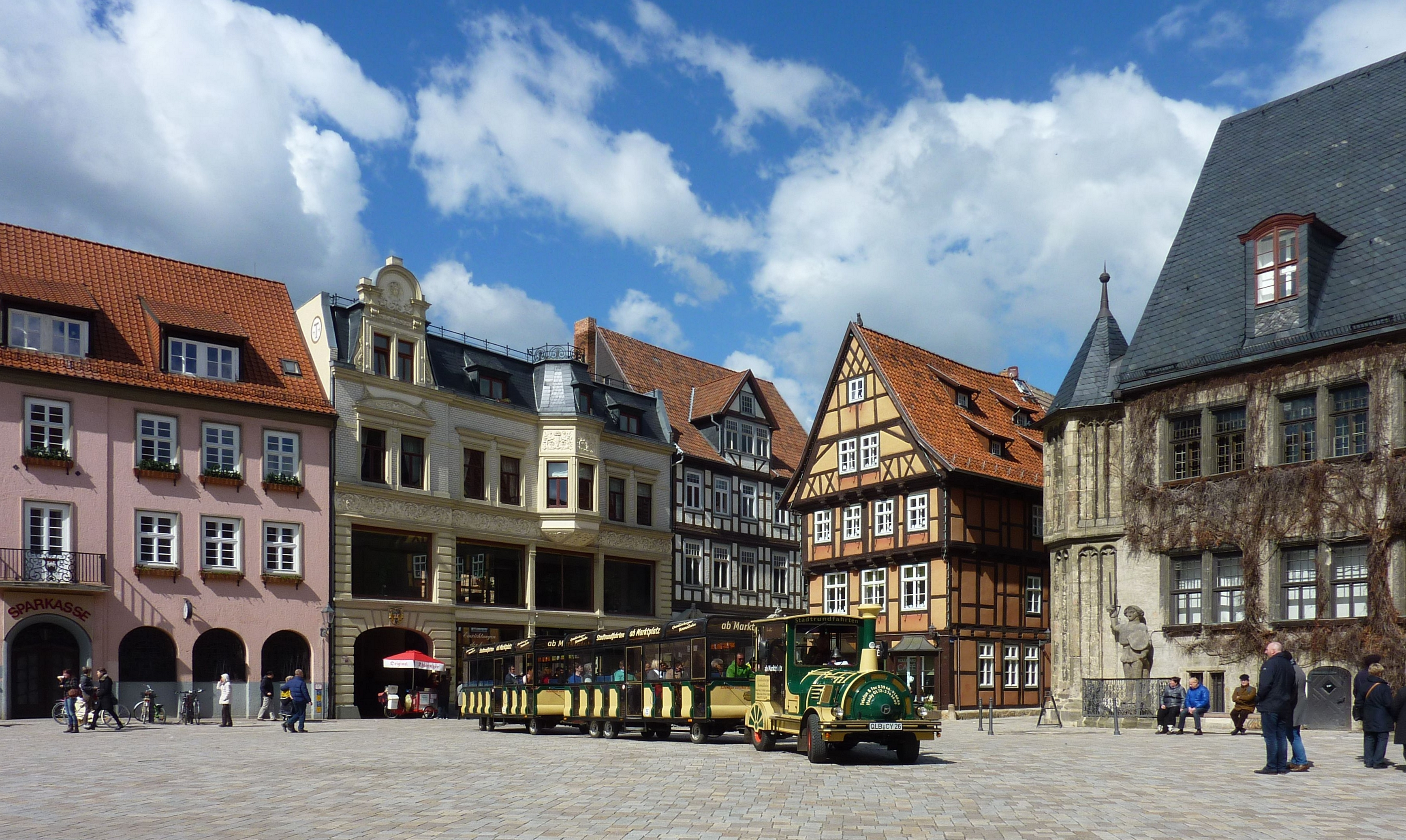

## Informations pour les transports
La gare ferroviaire, située à dix minutes à pied du centre-ville, relie Quedlinbourg à Magdebourg, Halle, Wernigerode et Halberstadt. La gare routière est située à proximité.
Quedlinbourg est située sur au croisement des Bundesstraßes 6n et 79.

## Dans la culture populaire
L'intrigue du film Frantz, réalisé par François Ozon, se déroule en partie à Quedlinbourg pendant l'entre-deux-guerres.

## Personnalités liées à Quedlinbourg
- Henricus Baryphonus (1581-1655), théoricien de la musique et compositeur, mort à Quedlinbourg ;
- Tobias Eckhard (1662-1737), pédagogue, théologien luthérien et philologue, mort à Quedlinbourg ;
- Friedrich Gottlieb Klopstock (1724-1803), poète allemand, né à Quedlinbourg ;
- Carl Friedrich Cramer (1752-1807), journaliste et musicographe, né à Quedlinbourg ;
- Karl Friedrich Ludwig von Lobenthal (1766-1821), général, né à Quedlinbourg ;
- Marie Arning (1887-1957), femme politique, emprisonnée en 1946 à Quedlinburg ;
- Maurice Keller (1905 - 1945), gendarme et résistant français, décédé à Langenstein, annexe de Buchenwald, inhumé au cimetière de Quedlinbourg ;
- Dagmar Hase (1969-), championne olympique de natation en 1992.

## Villes jumelées
- Aulnoye-Aymeries (France) depuis 1961
- Herford (Allemagne) depuis 1991 (Rhénanie-du-Nord-Westphalie)
- Celle (Allemagne) depuis 1991 (Basse-Saxe)
- Hann. Münden (Allemagne) depuis 1991 (Basse-Saxe)
- Hamelin (Allemagne) depuis 1991 (Basse-Saxe)

## Les circuits dans la ville
- 1er circuit : Quedlinbourg – tour avec le veilleur de nuit
- 2e circuit : rêve de jardin dans Quedlinbourg
- 3e circuit : Sur les traces de « l'Ottoner »
- 4e circuit : 1 000 enjambées au Moyen Âge
- 5e circuit : Quedlinbourg – ville de colombages